# 대전두리중학교
대전두리중학교(大田두리中學校)는 대한민국 대전광역시 유성구 송강동에 있는 공립 중학교이다.

## 학교 연혁
- 2005년 11월 2일 : 대전두리중학교 설립인가(28학급)
- 2006년 3월 1일 : 초대 임장순 교장 취임
- 2006년 3월 3일 : 개교 및 제1회 입학식(7학급 228명)
- 2015년 9월 1일 : 꿈마루·두리마루(강당 및 급식실) 완공
- 2023년 1월 6일 : 제15회 졸업식(7학급 196명, 총 3,438명)
- 2023년 3월 2일 : 제18회 입학식(7학급 182명)
- 2024년 3월 1일 : 제10대 민경윤 교장 부임

## 참고 자료
- 대전두리중학교 - 한국교육학술정보원 학교알리미